# Ia Le
Ia Le là một xã thuộc tỉnh Gia Lai, Việt Nam.
Xã Ia Le có diện tích 124,57 km², dân số năm 2006 là 7.195 người, mật độ dân số đạt 58 người/km².